# Estación Mendoza
Mendoza es una estación ferroviaria ubicada en la ciudad del mismo nombre, Provincia de Mendoza, República Argentina.

## Servicios
Actualmente, presta servicios de la empresa de cargas Trenes Argentinos Cargas, mientras que el servicio de pasajeros está a cargo del Metrotranvía, dependiente del Gobierno de la provincia de Mendoza.
No hay trenes de pasajeros hacia y desde Buenos Aires desde 1993. 

## Historia
En el año 1890 fue inaugurada la Estación, por parte del Ferrocarril Buenos Aires al Pacífico, en el ramal de Retiro hasta esta estación. Desde esta estación, se desprende hacia el norte, el ramal desde esta estación hasta San Juan.
Hasta 1993 corrió un tren diario entre la estación terminal porteña de Retiro y San Juan, cuyo servicio era "el Aconcagua" (llamado "el Cuyano" en sus últimos meses de existencia), que pasaba por Mendoza. El tiempo de viaje entre Retiro y Mendoza era de unas 19 horas.
Un servicio más rápido, casi directo, que circulaba dos o tres veces por semana, era "el Libertador" (tren número 1 de Ferrocarriles Argentinos) que unió Retiro y Mendoza entre 1968 y 1992.
Existían también otros trenes como "el Sanjuanino", "el Cóndor" y "el Zonda", que corrían en forma irregular, principalmente en temporada de verano, hasta 1992.
Otros trenes de carácter local o regional existieron hasta los años 70.
Luego de la desaparición del servicio de pasajeros, parte del predio fue utilizado como estación para el servicio de cargas de la línea San Martín, mientras que el edificio principal fue abandonado. Otros sectores se dieron en comodato al gobierno provincial y de la Municipalidad de la Ciudad de Mendoza.
Posteriormente, fue inaugurado en 2012 el Metrotranvía de Mendoza, que conectó en una primera etapa la estación Mendoza con su similar Gutiérrez en Luzuriaga, Maipú. En el conjunto de las obras encargadas a la empresa Ceosa se incluyó la creación de un parador en el ingreso sur a la antigua estación, sobre avenida Las Heras - Juan B. Justo. Para el año 2019, el antiguo edificio de arribo y descenso de pasajeros fue remodelado y recuperó su función original.
El Parque Central se ubica en uno de los terrenos secundarios de la estación y aprovecha los puentes ferroviarios que cruzan sobre Av. Bartolomé Mitre como puentes peatonales, para llegar a la actual Nave cultural Mendoza.
También funcionan dependencias de la empresa Trenes Argentinos Cargas (ex ALL y BAP) en las instalaciones sobre calle Tiburcio Benegas. También se instalaron oficinas de la Secretaría de Servicios Públicos (ex Ministerio de Transporte) del Gobierno provincial.
El viejo edificio de servicios ubicado en la esquina de Av. Perú y Av. Las Heras es usado como centro cultural con administración de la Municipalidad de Capital.

## Proyectos
El municipio de la Capital planea hacer un paso a desnivel destinado a vehículos para conectar la calle Roque Sáenz Peña y la Avenida Godoy Cruz. Para no interrumpir la conexión férrea, se implementará un sistema de túneles subterráneos para el paso automotor.
También el municipio capitalino organiza la refuncionalización del predio ferroviario para la construcción de edificios residenciales y comerciales, espacios públicos abiertos y centros culturales, además de la remodelación del antiguo edificio de la estación para la futura Estación Central del Metrotranvía. Para que este proyecto pueda realizarse, la Ciudad de Mendoza acordó con la empresa Trenes Argentinos Infraestructura el traslado de los talleres ferroviarios a la localidad de Palmira.
Además, desde principios del 2019 funciona la segunda etapa del MTM que conecta la estación Mendoza con el parador Avellaneda de Las Heras, utilizando la traza antigua del Ferrocarril General San Martín. En un futuro se planea la extensión hasta el Aeropuerto Internacional Gobernador Francisco Gabrielli, como también a Luján de Cuyo y el centro de Maipú